# Matti Louhivuori

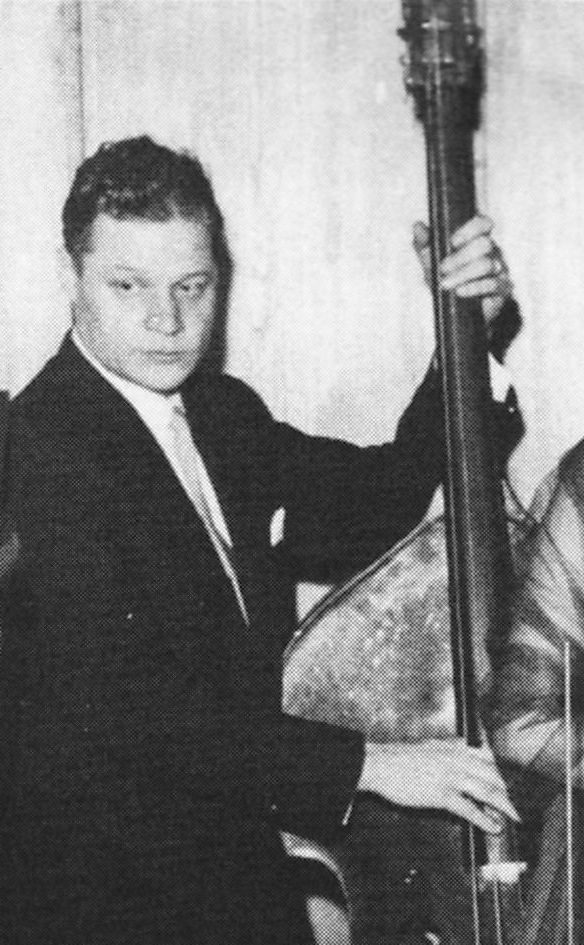
Matti Louhivuori.

Matti-Lauri Louhivuori, född 14 september 1928 i Heinola, död 31 augusti 1977 i Helsingfors, var en finländsk sångare och gitarrist. Louhivuori var gift med sångerskan Hertta Louhivuori.

## Biografi
Louhivuori fick i Helsingfors kontakt med Reino Helismaa, som lärde honom att spela gitarr. När Louhivuori började intressera sig för sång blev Helismaa hans första sånglärare och visade honom därefter vidare till Toivo Kärki och dennes skivföretag Musiikki Fazer. Louhivuori inledde sina skivinspelningar och blev solist i Kärkis orkester. Louhivuori tog även gitarrlektioner av Ingmar Englund. Louhivuori gjorde sina första skivinspelningar 1951, då med Kärkis Muhoksen Mimmi och Martti Ounamos Kaksi ystävää. Åren 1952-53 reste Louhivuori på turné med Toivo Kärki, Tapio Rautavaara, Reino Helismaa, Esa Pakarinen, Henry Theel och Pärre Förars. Nästa turné gjorde Louhivuori med bland andra Seija Lampila, Tapio Rautavaara och Metro-tytöt.
Efter att samarbetet med Metro-tytöt avslutats under slutet av 1950-talet fortsatte Louhivuori karriären som solist och bilchaufför. Han fortsatte att göra skivinspelningar och turnerade som solist till Humppa-Veikot. Under 1970-talet började Louhivuori överdriva konsumtionen av alkohol, vilket ledde till att skivinspelningarna avbröts. Den sista inspelningen gjordes under våren 1975.
Totalt gjorde Matti Louhivuori 180 skivinspelningar.